# Adams (villa)
Adams es una villa ubicada en el condado de Jefferson en el estado estadounidense de Nueva York. En el año 2000 tenía una población de 1,624 habitantes y una densidad poblacional de 407 personas por km².

## Geografía
Adams se encuentra ubicada en las coordenadas 43°48′33″N 76°1′26″O / 43.80917, -76.02389.

## Demografía
Según la Oficina del Censo en 2000 los ingresos medios por hogar en la localidad eran de $30 677, y los ingresos medios por familia eran $41 667. Los hombres tenían unos ingresos medios de $31 058 frente a los $25 724 para las mujeres. La renta per cápita para la localidad era de $18 452. Alrededor del 15.3% de la población estaban por debajo del umbral de pobreza.